# Блицавс, Сара
Сара Блицавс (англ. Sara Blicavs; род. 15 февраля 1993 года в Санбери, штат Виктория, Австралия) — австралийская профессиональная баскетболистка, которая выступала в женской национальной баскетбольной лиге (ЖНБЛ). Играет на позиции тяжёлого форварда. Двукратная чемпионка женской НБЛ (2014, 2020).
В составе национальной сборной Австралии она принимала участие в Олимпийских играх 2020 года в Токио, выиграла бронзовые медали чемпионата мира 2022 года в Австралии, стала победительницей чемпионата Океании 2015 года в Австралии и Новой Зеландии, кроме того выиграла золотые, серебряные и бронзовые медали чемпионатов Азии 2017 и 2019 годов в Бангалоре и 2025 года в Шэньчжэне, и принимала участие в чемпионате мира среди девушек до 19 лет 2011 года в Чили и чемпионате мира среди девушек до 17 лет 2010 года во Франции.

## Ранние годы
Сара родилась 15 февраля 1993 года в городе Санбери (штат Виктория), северо-западном пригороде Мельбурна, в спортивной семье Андриса Блицавса и Карен Огден, у неё есть старший брат, Марк, выступающий в Австралийской футбольной лиге за команду «ФК Джелонг».